# Impast

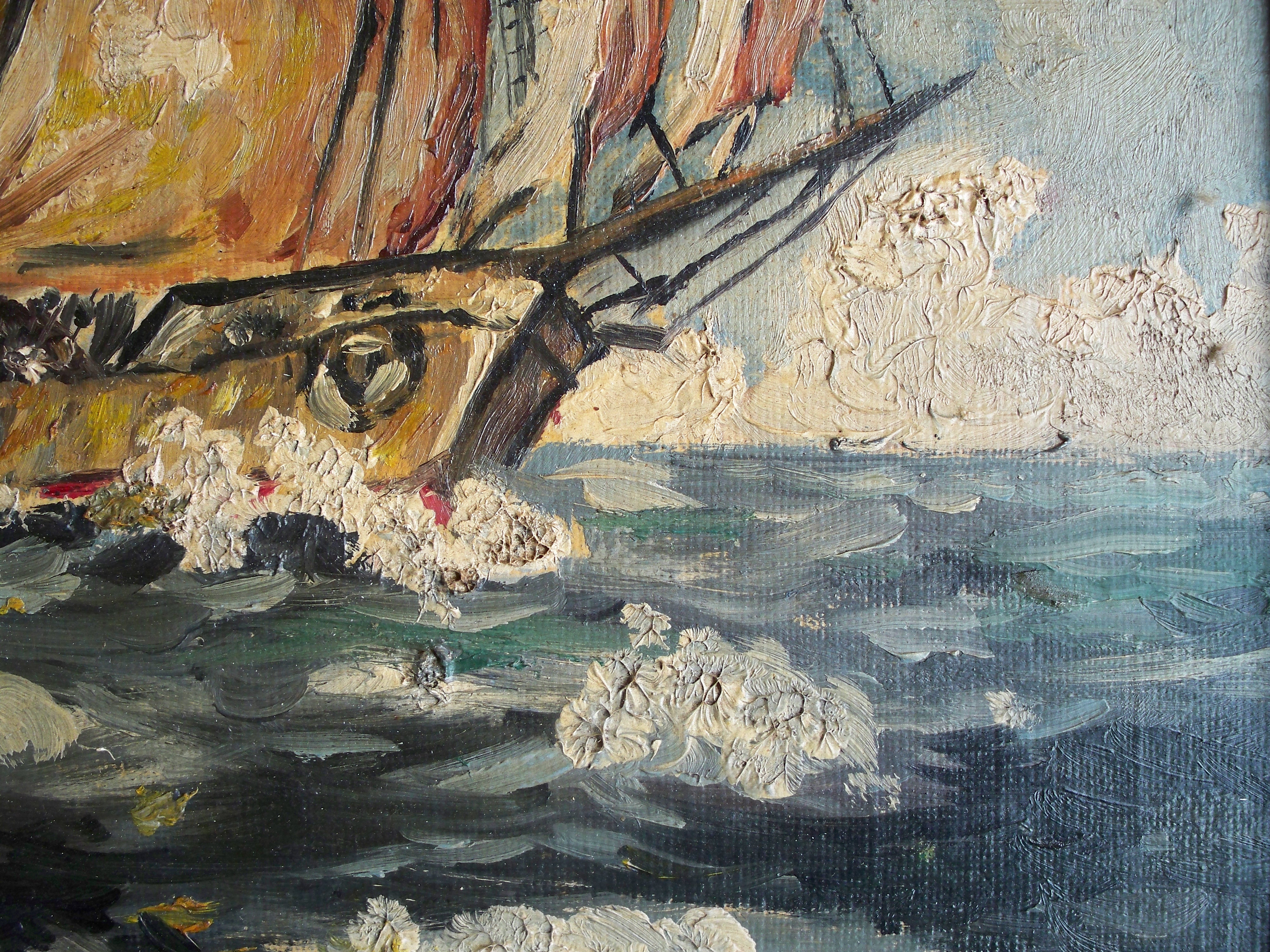
Impast w malarstwie olejnym – fragment obrazu

Impast (wł. impasto – ugniatam) – technika stosowana w malarstwie olejnym lub akrylowym (rzadziej temperowym), polegająca na nakładaniu farby grubą, wypukłą warstwą przy pomocy pędzla lub szpachli.
W XVI i XVII wieku w malarstwie holenderskim, flamandzkim i włoskim, a w XVIII wieku także angielskim, technika impastu służyła do zaakcentowania efektów światła. Początki stosowania tej techniki można zaobserwować w twórczości renesansowych malarzy weneckich – Tycjana i Tintoretta, potem także w malarstwie barokowym, np. u Rubensa. W drugiej połowie XIX wieku impresjoniści pokrywali impastem większe partie obrazu dla uzyskania bardziej urozmaiconej faktury. Nakładając impast na całej powierzchni obrazu lub też w dużych jego partiach, uzyskuje się szorstką, niby rzeźbioną fakturę zwaną „pastoso”.
Zastosowanie tej techniki można zaobserwować w obrazach Fransa Halsa, Rembrandta oraz Vincenta van Gogha. Impast stosowali też przedstawiciele informelu, np. Jackson Pollock czy Willem de Kooning.